# Australien i olympiska sommarspelen 1972
Australien deltog med 168 deltagare vid de olympiska sommarspelen 1972 i München. Totalt vann de åtta guldmedaljer, sju silvermedaljer och två bronsmedaljer.

## Medaljer

### Guld
- John Cuneo, Thomas Anderson och John Shaw - Segling, drake.
- David Forbes och John Anderson - Segling, starbåt.
- Brad Cooper - Simning, 400 meter frisim.
- Shane Gould - Simning, 200 meter frisim.
- Shane Gould - Simning, 400 meter frisim.
- Beverley Whitfield - Simning, 200 meter bröstsim.
- Shane Gould - Simning, 200 meter medley.
- Gail Neall - Simning, 400 meter medley.

### Silver
- Clyde Sefton - Cykling, linjelopp.
- Daniel Clark - Cykling, tempolopp.
- John Nicholson - Cykling, sprint.
- Raelene Boyle - Friidrott, 100 meter.
- Raelene Boyle - Friidrott, 200 meter.
- Graham Windeatt - Simning, 1500 m frisim .
- Shane Gould - Simning, 800 meter frisim.

### Brons
- Shane Gould - Simning, 100 meter frisim.
- Beverley Whitfield - Simning, 100 meter bröstsim.